# Paramasonstvo
Paramasonstvo (engl. Paramasonry), poznato i kao pseudomasonstvo (Pseudomasonry), izraz je koji se koristi za opisivanje organizacija koje oponašaju strukturu slobodnog zidarstva i dijelom njegov ritualni ezoterizam, ali za koje službeno slobodno zidarstvo javno tvrdi da s njima nema nikakve veze. Te organizacije često imaju vlastite, međusobno različite ciljeve i inicijative. 
Zbog tajnovite prirode slobodnog zidarstva, postoji velika rasprava o tome je li skrivena elita unutar službenog slobodnog zidarstva poticala razvoj nekih paramasonskih organizacija, poput Reda Iluminata i Karbonara, ili su te radikalne skupine jednostavno infiltrirale i preuzele određene lože kontinentalnog slobodnog zidarstva. U Hrvatskoj se u tom kontekstu za paramasonske organizacije smatraju Rotary i Lions klubvi, talijanska Propaganda Due i dr.
Paramasonstvo se odnosi na određena prijateljska društva i pridružena tijela u anglo-američkom svijetu, koja su snažno nadahnuta slobodnozidarskim uzorom, poput Šrajnera ili Reda DeMolay.
S druge strane, ovaj izraz ne može se primijenti na mješovito slobodno zidarstvo, isključivo ženske velike lože kao ni na afroameričko slobodno zidarstvo. Ove se organizacije smatraju slobodnozidarskim nadležnostima bez obzira na njihovu regularnost ili jedinstveni karakter.